# Zorislav Antun Petrović
Zorislav Antun Petrović (Zagreb, 14. lipnja 1966.), hrvatski novinar, aktivist i publicist. Neovisni kandidat za zastupnika na izborima za deveti saziv Hrvatskog sabora na listi Hrvatskih laburista za sedmu izbornu jedinicu. Od siječnja 2019. je predsjednik stranke ORaH.

## Novinarska karijera
Prvi novinski tekst objavio je 1. ožujka 1993. u rubrici Zagreb u novinama Slobodna Dalmacija, gdje je radio kao honorarni suradnik do kolovoza 1994. kada prelazi u tjednik Globus. Nakon pola godine u Globusu vraća se u Slobodnu Dalmaciju gdje radi do 1997., a zatim prelazi u novoosnovani list Tjednik. U prosincu 1998. prelazi u Jutarnji list kao prvi urednik gospodarstva, a potom prvo u Poslovni tjednik, pa 1999. u mjesečnik Kapital. Od 2000. radi kao dopisnik Austrijske press agencije (APA) iz Hrvatske. Tekstovi su mu objavljivani i u mjesečniku Banka, Glasu Slavonije, tjednicima Nedjeljna Dalmacija i Panorama, te dnevnicima Salzburger Nachrichten i Wiener Zeitung. 

## Javni rad
Jedan je od osnivača Transparency International Hrvatska, nacionalnog ogranka međunarodne organizacije koja se bavi suzbijanjem korupcije, s početkom djelovanja u lipnju 2000. godine. Član Upravnog odbora postaje 2001., a predsjednik u prosincu 2002. i na toj funkciji ostaje puna dva mandata, do prosinca 2010. Kao predsjednik Transparency International Hrvatska aktivno je promovirao uvođenje antikorupcijskih propisa javnim zagovaranjem i promotivnim akcijama poput "Imamo pravo znati"
, u kojoj je promoviran Zakon o pravu na pristup informacijama, ili "Kulturom po korupciji" u kojoj se kroz kino, knjige i kazališne predstave upozoravalo na štetnost korupcije. Intenzivno se zalagao za zakonsko reguliranje sukoba interesa, prava na pristup informacijama, javne nabave i financiranja političkih stranaka.
U Povjerenstvo za odlučivanje o sukobu interesa imenovan u siječnju 2005. kao jedan od tri člana iz redova uglednih javnih djelatnika gdje je sudjelovao u donošenju odluka o prvim postupcima pokrenutim zbog sukoba interesa dužnosnika u Republici Hrvatskoj. Između ostalih protiv tadašnjih gradonačelnika Varaždina, Ivana Čehoka, i Požege, Zdravka Ronka, župana Požeško-slavonskog Antuna Bagarića, zastupnika Radimira Čačića i drugih. U ožujku 2007. u postupku protiv premijera Ive Sanadera, za kojeg je Povjerenstvo zaključilo da nije prekršio zakon jer nije prijavio kolekciju satova u imovinsku karticu, imao je izdvojeno mišljenje, ocijenivši da bi premijer morao snositi posljedice zbog nepotpune imovinske kartice. Ponovo je izabran za člana Povjerenstva iz redova uglednih javnih djelatnika u srpnju 2008. i bio član do siječnja 2015., kad je imenovano prvo profesionalno Povjerenstvo. 
U listopadu 2006. izabran je u Nacionalno vijeće za praćenje provedbe Nacionalnog programa suzbijanja korupcije kao predstavnik nevladinih udruga, a u Etičko izborno povjerenstvo biran je na prijedlog većinske koalicije za parlamentarne izbore 2003. i izbore za EU parlament 2016., a na prijedlog oporbe za parlamentarne izbore 2007. Bio je član Antikorupcijskog povjerenstva Grada Zagreba od 2012. do 2013.

## Publicistika

### Autor
"Novac i politika", 2007. 
"Kako u Hrvatskoj postati milijunaš", 2009. 
"Transparentnost financiranja izbora i predizbornih kampanja", 2013. 

### Urednik
"Zašto i kako regulirati financiranje političkih stranaka", 2013. 
"Suzbijanje korupcije u Hrvatskoj u srednjem vijeku", 2014. 

### Autor projekta
"Ispod stola – najljepše antikorupcijske priče", 2011. 

## Ostalo
- Predsjednik Financijske komisije Hrvatskoga novinarskog društva 1999. – 2002. godine.
- Član izvršnog odbora Hrvatskog hokejskog saveza 2005. – 2008. godine.
- Sudionik Domovinskog rata u 149. brigadi Hrvatske vojske, aktivno sudjelovanje od 4. listopada 1991. do 13. travnja 1992. godine – nositelj spomenice Domovinskog rata.
- Jedan od scenarista na TV seriji Bumerang 2005.

## Vanjske poveznice
- Povjerenstvo za odlučivanje o sukobu interesa
- Etičko izborno povjerenstvo  Arhivirana inačica izvorne stranice od 15. rujna 2016. (Wayback Machine)
- Nacionalno vijeće za praćenje provedbe Strategije suzbijanja korupcije  Arhivirana inačica izvorne stranice od 30. rujna 2017. (Wayback Machine)
- Antikorupcijsko Povjerenstvo grada Zagreba  Arhivirana inačica izvorne stranice od 24. rujna 2016. (Wayback Machine)